# Big Brother Hrvatska (3. sezona)
Big Brother 3, poznat i kao Big Brother: Do kraja, bila je treća hrvatska sezona reality showa Big Brother, koju je vodila Antonija Blaće. Počela je 8. rujna 2006. i trajala je 99 dana završavajući 15. prosinca 2006.
Nagrada je povećana s milijun na milijun i pol kuna, no rečeno je kako pobjednik showa može osvojiti i manji iznos zbog kazni koje bi mogao dobiti u Big Brother kući. Producenti su to napravili zbog kritika u 2. sezoni, kada je bilo rečeno da su preblagi prema kandidatima.
U trećoj sezoni, bilo je ispočetka 12 kandidata. Kasnije, došla su još dva kandidata, koja su odabrali upravo prvotni stanari 3. sezone.

## Voditelji
- Antonija Blaće
- Renata Sopek
- Boris Mirković

## Događaji u kući
Tanja Jovanović je bila "anđeo čuvar"  i imala je moć da spasi jednog od svojih sustanara od nominacija. Na drugim nominacijama, 21. dan, Lea i Zoran su trebala biti nominirani. Tanja je spasila Leu od nominacija. Umjesto Lee, nominirane su Ana i Dragica. 7 dana kasnije, Dragica je napustila kuću. Tanja je potom izgubila moć "anđela čuvara" jer nije poštovala pravila Big Brothera da ne smije otkriti svoju moć. Na trećim nominacijama, na 35. dan, nominirao ju je Big Brother. Na isti dan, Leu i Simona su nominirali ostali sustanari.
Treće nominacije su također bile i javne nominacije. Na tim nominacijama, sustanari su morali nominirati 2 sustanara ispred ostalih stanara. Na tim nominacijama svi su nominirali iste sustanare koje su nominirali i dan prije (na lažnim nominacijama) javnih nominacija, osim Yameisey koja je promijenila mišljenje i nominirala Zorana umjesto Simona, i Simona koji se poželio osvetiti, te je nominirao Anu i Antu, umjesto Danijela i Zorana. 7 dana nakon toga, Simon je napustio kuću.
Lea Lemo je u prvom tjednu prikazivanja imala tajnu misiju Big Brothera. Trebala je izživcirati svoje sustanare i natjerati ih da je nominiraju u petak, na nominacijama. Lea, kao i Tanja, je primila na znanje da ne smije odati nikome svoju misiju ili će biti izbačena iz showa. Nije poštovala naredbu jer je naslutila svojim sustanarima svoju misiju i na 7-i dan, Big Brother joj je rekao kako je njena tajna misija bila uspješna, no Big Brother je oduzeo 20 000 kuna od ukupne nagrade, jer je Lea naslutila stanarima o svojoj tajnoj misiji.
Na 56-i dan, Violeta Halitaj je također dobila tajnu misiju. Na 55-i dan, Big Brother je rekao ukućanima da moraju sastavit red ulazaka na nominacije. Violetino ime je bilo zadnje na listi. VIOLETA je postala JUDA Big Brother kuće. Ako nešto kaže svojim sustanarima o svojoj moći, izgubit će moć i bit će nominirana idući tjedan. Kako funkcionira njezina moć? Na svim nominacijama, Violeta će uvijek nominirati zadnja. Kad uđeu Ispovjedaonicu Big Brothera, Big Brother će joj reći tko su nominirani stanari. Ona mora reći ime jednog stanara koji nije nominiran, i taj će stanar odmah biti nominiran. Na 56-i dan, ta nominirana stanarka je bila Tanja, koju nisu nominirali stanari, nego Violeta.
Na posljednji, 99-i dan, 10 bivših stanara se vratilo u kuću, ali ne kao stanari, već kao prijatelji finalista, te su im pravili društvo dok se nisu saznali rezultati oko pobjednika.
Na 57-i dan, poznati hrvatski boksač Stipe Drviš postao je "gost iznenađenja u Big Brother kući". Naučio je stanare osnovama boksa, koji je bio dnevni zadatak stanara. Kao test-boksači, u ring su ušli Tanja i Tomislav, i Tanja je dobila meč. Nakon toga, Stipe je izabrao stanare koji će se međusobno boriti, a ovo su bili parovi:
- Tanja vs. Yameisy - Yameisy je pobijedila
- Ana vs. Violeta - izjednačeno
- Tomislav vs. Zoran - Zoran je udario Tomislava
- Ante vs. Nikša - Ante je pobijedio

Danijel je bio jedini koji nije imao para, te je ušao u ring protiv samog Stipe Drviša. Stipe je dopustio Danijelu da pobijedi. Nakon toga, održao se i meč Stipe vs. Tanja, te je Tanja dobila meč.
U Ispovjedaonici, Stipe je čestitao Yameisy i Violeti.
Danijel je također dobio tajnu misiju, sabotaža tjednog zadatka. Tjedni zadatak je bilo pravljenje vina. Danijel je morao ispuštati vino iz bačve svaki put kad bi Big Brother pozvao Yameisy u ispovjedaonicu. Zahvaljujući Danijelu, stanari su prošli tjedni zadatak.
Od 71. – 77. dana, Violeta je imala tajnu misiju. Morala je razbiti 14 tanjura, sakriti kućnu kreditnu karticu i morala je ići svugdje gdje je išao Ante. Violeta je bila uspješna u toj misiji, i Big Brother je nagradio stanare, tj. ostvario je njihove želje (cigarete, tiha muzika dok se stanari bude).
Big Brother je kasnije rekao svim stanarima kako će ih hipnotizirati Leon Veliki, mađioničar. Doduše, niti jedan stanara nije bio hipnotiziran. Nitko nije bio hipnotiziran, jer je bilo rečeno da imaju tajnu misiju, tako da je svaki kandidat pojedinačno morao odglumiti da je pod utjecajem hipnoze.
Kad je voditeljica Antonija Blaće (jedna od natjecateljica BB 2004) u studiju rekla kako Ante napušta kuću, Tanja je briznula u plač, i zakunula se kako neće više plakati i kako joj neće biti važno ako će Ante napustiti kuću. 
Na dan odlaska iz BB kuće, Big Brother je za Yameisy spremio ugodno iznenađenje. Naime, na njen doček došla je mama Julia iz Kube. To je bio veliko iznenađenje za Yameisy, koja svoju majku nije vidjela punih godinu dana.
Petak, 15. prosinca 2006. je bio 99-i dan Big Brothera, tj. završnica showa.

## Stanari
| Ime i prezime                  | Ulazak | Izlazak | Status                                      |
| ------------------------------ | ------ | ------- | ------------------------------------------- |
| Danijel Rimanić (24)           | Dan 1. | Dan 99. | Pobjednik (99 dana u kući)                  |
| Tomislav Šimićević (28)        | Dan 1. | Dan 99. | 12. izbačen (99 dana u kući)                |
| Tanja Jovanović (20)           | Dan 1. | Dan 99. | 11. izbačena (99 dana u kući)               |
| Yameisy Sanchez Hernandez (24) | Dan 1. | Dan 99. | 10. izbačena (99 dana u kući)               |
| Violeta Halitaj (20)           | Dan 1. | Dan 92. | 9. izbačena (92 dana u kući)                |
| Ante Seljak Jakovčev (23)      | Dan 1. | Dan 85. | 8. izbačen (85 dana u kući)                 |
| Ana Vrdoljak (22)              | Dan 1. | Dan 78. | 7. izbačena (78 dana u kući)                |
| Zoran Stupa Ljubas (19)        | Dan 1. | Dan 71. | 6. izbačen (71 dana u kući)                 |
| Nikša Kekezović (27)           | Dan 1. | Dan 64. | 5. izbačen (64 dana u kući)                 |
| Lea Lemo (19)                  | Dan 1. | Dan 57. | 4. izbačena (57 dana u kući)                |
| Simon Hamoui (28)              | Dan 1. | Dan 43. | 3. izbačen (43 dana u kući)                 |
| Dragica Vulić (25)             | Dan 7. | Dan 29. | 2. izbačena (22 dana u kući)                |
| Mathias Gašparić (24)          | Dan 1. | Dan 15. | 1. izbačen (15 dana u kući)                 |
| Romina Prar (24)               | Dan 1. | Dan 13. | dobrovoljno napustila kuću (13 dana u kući) |

## Nominacije
| Danijel                      | Lea Romina              | Lea Ana                 | Lea Violeta        | Lea Violeta           | Lea Ana             | Yameisy Ana           | Ana Yameisy           | Yameisy Tomislav    | Yameisy Tomislav     | Yameisy Tomislav        | Pobjednik (Dan 99)             | Pobjednik (Dan 99)             |  |  |  |  |  |  |  |
| Tomislav                     | Not in House            | Zoran Lea               | Violeta Lea        | Violeta Lea           | Lea Violeta         | Zoran Nikša           | Zoran Danijel         | Danijel Ante        | Danijel Ante         | Violeta Danijel         | Drugo mjesto (Dan 99)          | Drugo mjesto (Dan 99)          |  |  |  |  |  |  |  |
| Tanja                        | Zoran Mathias           | Zoran Dragica           | Lea Simon          | Lea Simon             | Danijel Lea         | Zoran Danijel         | Danijel Zoran         | Danijel Ana         | Danijel Violeta      | Danijel Violeta         | Treće mjesto (Dan 99)          | Treće mjesto (Dan 99)          |  |  |  |  |  |  |  |
| Yameisy                      | Zoran Lea               | Zoran Lea               | Lea Ante           | Zoran Lea             | Zoran Ante          | Zoran Ana             | Ante Danijel          | Ante Ana            | Ante Danijel         | Nominated               | Četvrto mjesto (Dan 99)        | Četvrto mjesto (Dan 99)        |  |  |  |  |  |  |  |
| Violeta                      | Mathias Romina          | Ana Dragica             | Danijel Tomislav   | Tomislav Danijel      | Zoran Ante          | Tanja                 | Zoran Danijel         | Ana Ante            | Danijel Ante         | Tanja Danijel           | Izbačen (Dan 92)               | Izbačen (Dan 92)               |  |  |  |  |  |  |  |
| Ante                         | Ana Lea                 | Lea Tanja               | Lea Simon          | Lea Simon             | Lea Ana             | Nikša Danijel         | Danijel Yameisy       | Ana Yameisy         | Yameisy Danijel      | Izbačen (Dan 85)        | Izbačen (Dan 85)               | Izbačen (Dan 85)               |  |  |  |  |  |  |  |
| Ana                          | Lea Simon               | Lea Simon               | Lea Simon          | Lea Simon             | Danijel Zoran       | Danijel Nikša         | Danijel Ante          | Tanja Ante          | Izbačen (Dan 78)     | Izbačen (Dan 78)        | Izbačen (Dan 78)               | Izbačen (Dan 78)               |  |  |  |  |  |  |  |
| Zoran                        | Lea Romina              | Nikša Simon             | Nikša Simon        | Nikša Simon           | Lea Nikša           | Yameisy Nikša         | Violeta Danijel       | Izbačen (Dan 71)    | Izbačen (Dan 71)     | Izbačen (Dan 71)        | Izbačen (Dan 71)               | Izbačen (Dan 71)               |  |  |  |  |  |  |  |
| Nikša                        | Zoran Mathias           | Ante Zoran              | Ante Zoran         | Ante Zoran            | Ante Zoran          | Zoran Ana             | Izbačen (Dan 64)      | Izbačen (Dan 64)    | Izbačen (Dan 64)     | Izbačen (Dan 64)        | Izbačen (Dan 64)               | Izbačen (Dan 64)               |  |  |  |  |  |  |  |
| Lea                          | Mathias Ana             | Danijel Dragica         | Danijel Ana        | Danijel Ana           | Ante Zoran          | Izbačen (Dan 57)      | Izbačen (Dan 57)      | Izbačen (Dan 57)    | Izbačen (Dan 57)     | Izbačen (Dan 57)        | Izbačen (Dan 57)               | Izbačen (Dan 57)               |  |  |  |  |  |  |  |
| Simon                        | Nikša Danijel           | Zoran Ana               | Zoran Danijel      | Ana Ante              | Izbačen (Dan 43)    | Izbačen (Dan 43)      | Izbačen (Dan 43)      | Izbačen (Dan 43)    | Izbačen (Dan 43)     | Izbačen (Dan 43)        | Izbačen (Dan 43)               | Izbačen (Dan 43)               |  |  |  |  |  |  |  |
| Dragica                      | Not in House            | Ante Lea                | Izbačen (Dan 29)   | Izbačen (Dan 29)      | Izbačen (Dan 29)    | Izbačen (Dan 29)      | Izbačen (Dan 29)      | Izbačen (Dan 29)    | Izbačen (Dan 29)     | Izbačen (Dan 29)        | Izbačen (Dan 29)               | Izbačen (Dan 29)               |  |  |  |  |  |  |  |
| Mathias                      | Lea Violeta             | Izbačen (Dan 15)        | Izbačen (Dan 15)   | Izbačen (Dan 15)      | Izbačen (Dan 15)    | Izbačen (Dan 15)      | Izbačen (Dan 15)      | Izbačen (Dan 15)    | Izbačen (Dan 15)     | Izbačen (Dan 15)        | Izbačen (Dan 15)               | Izbačen (Dan 15)               |  |  |  |  |  |  |  |
| Romina                       | Lea Zoran               | Napustila (Dan 14)      | Napustila (Dan 14) | Napustila (Dan 14)    | Napustila (Dan 14)  | Napustila (Dan 14)    | Napustila (Dan 14)    | Napustila (Dan 14)  | Napustila (Dan 14)   | Napustila (Dan 14)      | Napustila (Dan 14)             | Napustila (Dan 14)             |  |  |  |  |  |  |  |
|                              |                         |                         |                    |                       |                     |                       |                       |                     |                      |                         |                                |                                |  |  |  |  |  |  |  |
| Napomene                     |                         |                         | nema               |                       | nema                |                       | nema                  | nema                | nema                 |                         | nema                           | nema                           |  |  |  |  |  |  |  |
| Nominirani                   | Mathias Zoran           | Ana Dragica Zoran       | nema               | Lea Simon Tanja       | Ante Lea Zoran      | Nikša Tanja Zoran     | Danijel Zoran         | Ana Ante            | Ante Danijel         | Danijel Violeta Yameisy | Danijel Tanja Tomislav Yameisy | Danijel Tanja Tomislav Yameisy |  |  |  |  |  |  |  |
| Napustili show svojom voljom | Romina                  | nema                    | nema               | nema                  | nema                | nema                  | nema                  | nema                | nema                 | nema                    | nema                           | nema                           |  |  |  |  |  |  |  |
| Izbačeni                     | Mathias 55% za izbaciti | Dragica 41% za izbaciti | Lažne nominacije   | Simon 44% za izbaciti | Lea 83% za izbaciti | Nikša 46% za izbaciti | Zoran 51% za izbaciti | Ana 52% za izbaciti | Ante 55% za izbaciti | Violeta 38% za izbaciti | Yameisy 13.2% (od 4)           | Tanja 21% (od 3)               |  |  |  |  |  |  |  |
| Izbačeni                     | Mathias 55% za izbaciti | Dragica 41% za izbaciti | Lažne nominacije   | Simon 44% za izbaciti | Lea 83% za izbaciti | Nikša 46% za izbaciti | Zoran 51% za izbaciti | Ana 52% za izbaciti | Ante 55% za izbaciti | Violeta 38% za izbaciti | Tomislav 48.3% (od 2)          |                                |  |  |  |  |  |  |  |
| Nisu izbačeni                | Zoran 45%               | Ana 40% Zoran 19%       | Lažne nominacije   | Lea 36% Tanja 20%     | Zoran 9% Ante 8%    | Tanja 30% Zoran 24%   | Danijel 49%           | Ante 48%            | Danijel 45%          | Yameisy 32% Danijel 30% | Danijel 51.7% za pobjedu       | Danijel 51.7% za pobjedu       |  |  |  |  |  |  |  |

Napomene:
- ^1  Lea je osvojila imunitet.
- ^2  Tanja je spasila Leu od izbacivanja. Ana i Dragica nominirani su u Leinom mjestu.
- ^3  Pošto je Violeta bila zadnja koja je nominirala, odlučeno je da ona može nominirati samo jednu osobu za izbacivanje i koga god da je nominirala će automatski biti nominiran.
- ^4  Zoran je bio nominiran od strane Big Brothera zato što je prekršio pravila.
- ^5  Yameisy je bila nominirana od strane Big Brothera zato što je odbila nominirati stanare.